# Comitè d'empresa

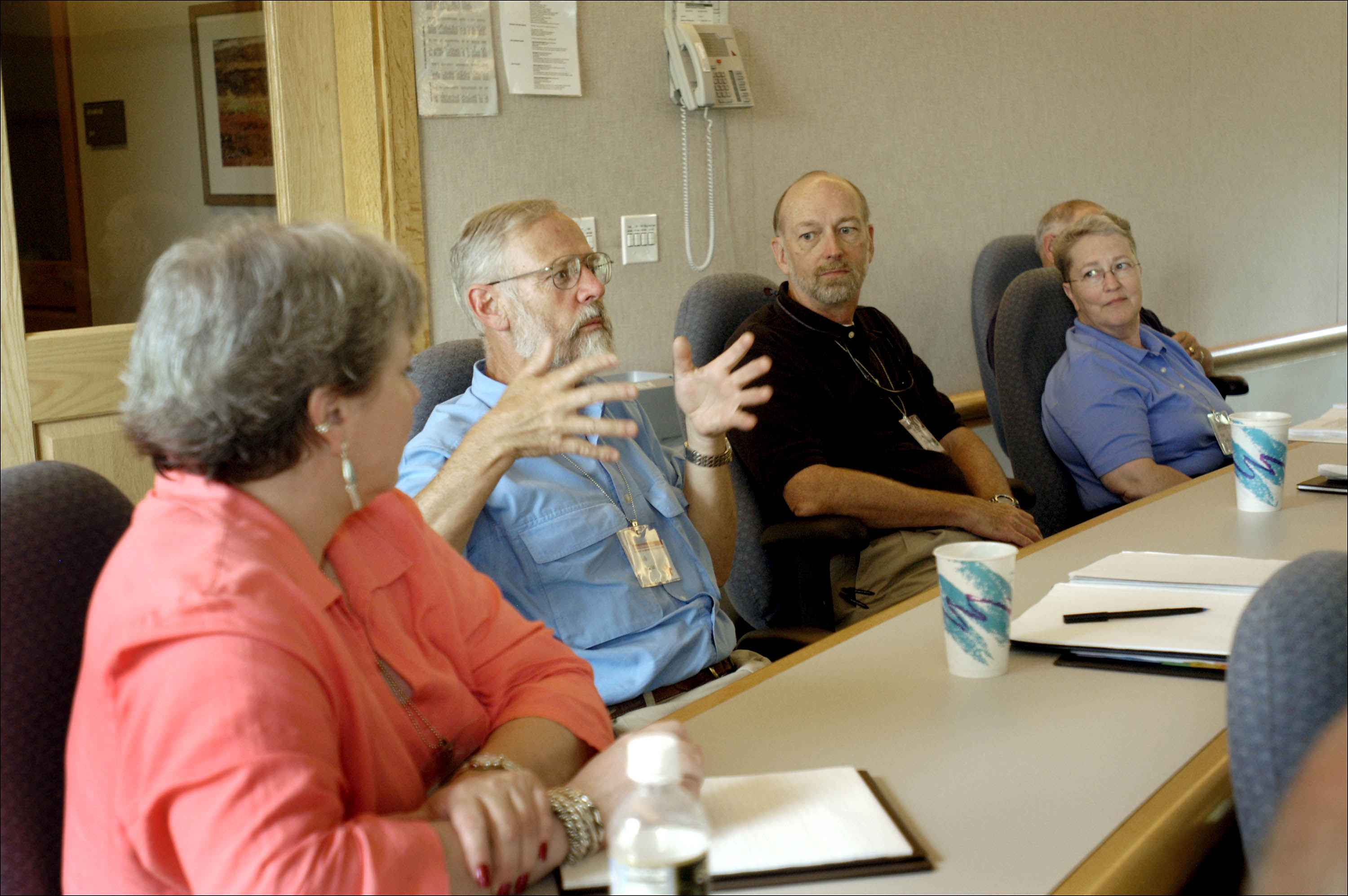
Totes les legislacions estatals d'aquells territoris que conformen els Països Catalans reconeixen les funcions del comitè d'empresa com a òrgan representatiu de tots els treballadors, que ha de vetllar pel compliment de les lleis laborals i dels convenis col·lectius, com també d'assessorament i negociació d'acords —entre d'altres.

Un comitè d'empresa és el nom que rep l'òrgan unitari que representa el conjunt dels treballadors en una empresa. Es tracta d'un tipus organització per als drets laborals que rep nom distintius segons cada territori, essent comú de trobar-los constituïts sota les denominacions de comissió d'empresa, comissió interna, consell d'establiment (a Alemanya i a Àustria), consell d'empresa (a Bèlgica), consell dels treballadors (a Grècia), RSU (acrònim de representació sindical unitària, a Itàlia) o comitè social i econòmic (França).
En aquest tipus de comitès, els membres són elegits per sufragi universal per part del conjunt dels treballadors de l'empresa, sovint a partir de llistes que presenta cada organització sindical, però on també poden presentar-se treballadors independents. Els més votats passen a ser membres del comitè i a partir d'aquell moment representen col·legiadament al conjunt de treballadors de l'empresa: per això es considera que els comitès d'empresa són l'òrgan unitari de representació, a diferència de les seccions sindicals que només representen als afiliats de cada organització.

## Funcions
Les seves funcions i les normes que ho regulen varien considerablement entre països. Segons el país, poden anar des de simples funcions de relació amb l'ocupador i resolució de petits conflictes, fins a funcions representatives o compartides en la negociació col·lectiva, exercici del dret d'informació i consulta, i funcions de participació més o menys àmplia en la presa de les decisions de l'empresa (cogestió i autogestió).
En molts països del món la representació unitària dels treballadors no està regulada i, per tant, el comitè d'empresa és una institució gairebé inexistent. Hi ha països on la representació l'exerceixen directament els sindicats presents a l'empresa i són ells qui eventualment negocien sense intermediaris amb la direcció de l'empresa.
El Comitè d'empresa està integrat per treballadors triats lliurement pels seus companys i companyes de treball. Aquests treballadors solen denominar-se "delegats de personal" (si la plantilla la conforma menys de 50 persones treballadores) o "membres de comitè" (si formen part d'un comitè d'empresa, és a dir, si formen part de la representació d'una plantilla de 50 o més persones treballadores). El comitè d'empresa és un òrgan col·legial que actua de manera mancomunada. Tot i així, per a la majoria d'organitzacions sindicals és essencial poder aconseguir que membres del sindicat siguin elegits al comitè d'empresa, perquè són els qui estan en contacte directe amb els treballadors i tenen accés a una major informació sobre la situació de l'empresa.
Normalment els comitès d'empresa es formen en les empreses que ultrapassen un cert llindar en nombre de treballadors (llindar que varia d'un país a l'altre). En les empreses petites, en canvi, la representació dels treballadors l'exerceix una o poques persones, igualment elegides en votacions, i que solen ser anomenades "delegat de personal" o "delegat dels assalariats".
Originalment els comitès limitaven el seu abast a l'àmbit intern de cada país. Però des de fa 30 anys, i especialment des que el 1994 la Unió Europea va aprovar la Directiva 94/45/CE establint l'obligatorietat del Comitè d'empresa europeu per a les empreses d'àmbit comunitari amb més de 1.000 treballadors, han començat a crear-se'n supranacionalment (ara com ara gairebé exclusivament a Europa). En algunes grans empreses multinacionals, també s'ha creat un Comitè d'empresa Mundial, tot i que a falta d'una regulació internacional molt sovint les relacions laborals en aquestes grans multinacionals de caràcter global es realitzen –si es fa– a partir de les relacions directes entre direcció i sindicats, més habitualment grans federacions internacionals de sindicats (veure sindicalisme internacional).

### Funcions dels comitès d'empresa als Països Catalans
En tres dels quatre sistemes jurídics presents als Països Catalans (andorrà, espanyol i francès), les legislacions laborals coincideixen a reconèixer unes funcions molt semblants als comitès d'empresa presents a cada un dels respectius territoris. En tots tres casos, les funcions del comitès d'empresa són:
- Representar el conjunt dels treballadors de l'empresa.
- Vetllar pel compliment a l'empresa de la legislació laboral, així com dels acords o convenis col·lectius aplicables, de les normes de seguretat i salut, i de la igualtat de gènere. Actuar, si cal, davant de les administracions o jurisdiccions corresponents.
- Informar i assessorar els treballadors sobre els seus drets i els seus deures.
- Convocar l'assemblea dels treballadors de l'empresa.
- Participar en la negociació d'acords o convenis col·lectius en l'àmbit de l'empresa (a Espanya i a França, però, la iniciativa pot correspondre a les seccions sindicals; i a més, en el cas francès, en molts casos la signatura dels acords queda sotmesa per llei a una ratificació prèvia per part de la majoria dels treballadors, reunits en assemblea).
- Ser informat obligatòriament per l'empresa sobre determinades matèries, sigui periòdicament o a demanda del comitè (sobre l'absentisme i la sinistralitat a l'empresa, sobre sancions imposades a treballadors per faltes greus, sobre planificació de mesures de prevenció de riscos en seguretat, o sobre formes de contractació).
- Ser consultat prèviament a la presa de determinades decisions (canvis de jornada, trasllats, plans de formació).

En el cas francès, els comitès, coneguts com a CSE (comitè social i economic), tenen en algunes qüestions una competència més àmplia, donat que els CSE són el resultat d'haver fusionat en un sol organisme representatiu els antics comitès d'empresa (CE) i els comitès d'higiène, seguretat i de les condicions de treball (CHSTC).
Pel que fa al quart sistema jurídic, l'italià, hi ha un acord d'àmbit estatal dels respectius sindicats que, de manera voluntarista, regula el compromís de crear òrgans unitaris de representació, cosa que a la pràctica fa que existeixin a totes les empreses.

## Legitimitat i representativitat
Un sistema alternatiu al dels comitès d'empresa i les eleccions sindicals ho constitueixen les seccions sindicals i les assemblees de treballadors. A l'estat espanyol aquest és el model que defensa l'històric sindicat CNT que rebutja participar en els comitès d'empresa. A més, a Europa mateix, hi ha grans diferències entre països. Als països nòrdics i anglosaxons les relacions laborals s'entenen des d'un punt de vista de dret privat: els treballadors i els empresaris defensen els seus respectius interessos i són lliures de pactar acords o no; des d'aquest punt de vista, es considera que els sindicats (en representació dels seus afiliats) són els únics que estan legitimats per a dialogar o pactar amb l'empresa. En tots aquests països o no existeix cap òrgan unitari de representació, com són els comitès d'empresa, o si existeix és gràcies al pacte establert lliurement pels sindicats però sense que hi hagi cap llei que hi obligui. En la resta de països europeus, cadascú amb les seves particularitats, sí que existeix aquesta forma institucionalitzada de la representació dels treballadors que són els comitès d'empresa, compostos per membres de diferents sindicats o treballadors independents en proporció als resultats obtinguts en les eleccions periòdiques. Els estats de la Unió Europea on existeixen (sota denominacions diferents) els comitès d'empresa a partir d'una obligació legal són Alemanya, Àustria, Bèlgica, Espanya, França, Grècia, Holanda, Luxemburg i Portugal. També a Andorra, tot i no ser membre de la Unió Europea. A Irlanda i al Regne Unit, en canvi, la representativitat recau únicament en les seccions sindicals. I a Finlàndia i Suècia, on la llei tampoc es refereix per a res a l'existència d'aquests òrgans, els sindicats han negociat en alguns casos, a l'àmbit d'empresa, la creació d'algun òrgan relativament semblant però sempre amb la preponderància del sindicat.
I si bé la Unió Europea ha elaborat una Directiva obligant a la creació de comitès d'empresa europeus, aquesta obligació només afecta a les empreses transnacionals d'àmbit comunitari.
D'altra banda, en alguns països, com és el cas d'Espanya, la llei estableix que els resultats electorals aconseguits per cada organització sindical en el conjunt dels comitès d'empresa de l'estat serveixen per a mesurar la representativitat sindical de cada organització: els sindicats que obtenen millors resultats obtenen la consideració de "sindicats més representatius", cosa que els permet de disposar de prerrogatives suplementàries com la de poder negociar i signar els convenis col·lectius. A França també és així des de la reforma legal del 2008, ja que abans aquesta condició de "sindicats més representatius" era concedida per llei, independentment dels resultats electorals.

## Òrgans anàlegs en les Administracions públiques
En el cas de les diferents administracions públiques, només els treballadors subjectes a dret laboral poden triar a membres de Comitè d'empresa. Per al personal funcionari o estatutari l'òrgan col·legiat de representació equivalent es denomina a vegades per les lleis Junta de Personal, presentant aquests òrgans una menor ràtio representant-representat (menys membres per treballador que els comitès d'empresa).

## Regulacions estatals

### Espanya
En la legislació espanyola el Comitè d'empresa està regulat en els articles 63 i següents de l'Estatut dels Treballadors, com un dels tres òrgans col·legiats representatius dels treballadors a l'efecte de relacions laborals.
El comitè d'empresa és escollit per sufragi lliure i secret entre tots els treballadors d'una empresa o centre de treball, ja siguin aquests fixos o interins i sigui el que sigui el percentatge de jornada pel qual estan contractats per l'empresa. Els comitès s'elegeixen en les empreses de 50 treballadors o més; en les més petites s'elegeixen els delegats de personal però no formen cap comitè. El mandat dels membres del comitè és de 4 anys, sense límits d'elegibilitat successiva, i poden ser revocats per la majoria de treballadors de l'empresa reunits en assemblea. En cas d'una vacant, passa a ocupar el lloc el següent candidat amb vots a la llista de les darreres eleccions.
Per concórrer a les eleccions sindicals a Espanya és necessari fer-ho en representació d'un sindicat legalment constituït o avalat com a independent per un percentatge de signatures d'entre el total de treballadors de l'empresa o centre de treball.
Està compost per una representació proporcional de treballadors depenent del nombre total de treballadors de l'empresa o centre de treball. Com a regla general, per ser elegible és necessària una antiguitat mínima de 6 mesos en l'empresa. En determinats sectors amb una alta mobilitat (com a la construcció o al telemarketing), mitjançant conveni col·lectiu es pot reduir aquesta antiguitat. Un cop elegit, els membres del comitè nomenaran entre ells un president i un secretari. A més, tenen entre 15 i 40 hores de disponibilitat (segons la talla de l'empresa) i no poden ser acomiadats ni sancionats durant l'exercici del seu mandat ni durant l'any posterior.

### França
La legislació francesa que regula les relacions laborals és el Codi del Treball (CT) i l'òrgan representatiu equivalent als comitès d'empresa s'anomena comitè social i econòmic (CSE-comité social et économique). La composició, elecció i atribucions dels CSE s'estableix en els articles L2311-1 fins al L2317-2 de l'esmentat Codi del Treball que, en aquesta matèria concreta, va ser modificat de manera substancial el gener del 2020.
Aquests comitès són igualment elegits per sufragi universal pels assalariats de l'empresa, per un mandat de 4 anys i una elegibilitat successiva d'un màxim de 3 mandats. La seva creació és obligatòria a les empreses de més de 11 treballadors, tot i que la composició i les atribucions varien en funció de la mida de l'empresa en nombre de treballadors, segons si es tracta d'una empresa de menys o de més 50 treballadors. Els membres del comitè poden ser revocats per la majoria de treballadors, reunits en assemblea, a proposta però del sindicat que l'havia proposat a la llista electoral.
Com a particularitat respecte dels comitès d'empresa espanyols, és que al si del CSE també hi ha present l'empresari o un representant de l'empresa; i en les empreses de més de 300 treballadors, també hi seu un delegat de cada un dels sindicats representatius a l'empresa i –quan es tracti de temes de salut– el metge del treball. A més, cada membre del comitè en representació dels treballadors disposa d'un suplent (elegit al mateix temps en les eleccions sindicals) que el pot substituir en cas d'absència o de vacant. Dos membres del CSE, d'altra banda, seuen a les reunions del consell d'administració de l'empresa, encara que només amb atribucions consultatives.
Els membres del comitè tenen unes hores de disponibilitat (10 hores en les empreses mes petites) i estan protegits contra els acomiadaments i sancions durant el seu mandat i l'any posterior.

### Andorra
La representació del treballadors a les empreses andorranes està regulada pels articles 106 al 123 de la Llei 31/2018, del 6 de desembre, de relacions laborals. En les empreses petites els treballadors elegeixen un delegat dels assalariats, i a partir de 31 treballadors s'elegeixen els membres del comitè d'empresa, que estan format per 3 membres a les empreses més petites i de 11 en les més grans. L'elecció es fa per sufragi universal i per a un mandat de quatre anys, podent-se reelegir de manera successiva només per a un segon mandat. El mandat és revocable en tot moment per una majoria dels treballadors. I en cas de vacant, ocupa el lloc el següent candidat més ben posicionat a les eleccions. Els membres del comitè elegeixen entre ellls un president i un secretari, i el president té vot de qualitat ern cas d'empat en alguna votació.
Els membres del comitè disposen d'entre 4 a 10 hores mensuals, segons la talla de l'empresa, per exercir lliurement la seva missió. A més, disposen de la garantia de protecció que impedeix a l'empresa d'acomiadar-los o de sancionar-los durant el seu mandat i els dos anys posteriors.

### Altres estats europeus
En altres estas europeus els comitès d'empresa, a més de les funcions de representació i de negociació, tenen també la capacitat d'exercir una certa capacitat de cogestió a l'empresa. És el cas, sobretot, d'Alemanya, Àustria i Holanda.

## Comitè d'empresa europeu
Segons les Directives europees 94/45/CE, 97/74/CE, 2006/109/CE i sobretot la 2009/38/CE que renova i refon totes les anteriors, l'existència d'un comitè d'empresa europeu és obligatori a totes les empreses d'àmbit comunitari que ocupin a 1.000 treballadors o més en territori europeu i que, com a mínim, 150 treballadors estiguin ocupats en un Estat membre i 150 en un altre Estat membre.
La mesura s'aplica igualment en el cas d'un grup d'empreses (una empresa mare que controla les altres), en les mateixes condicions. S'entén que el grup és d'àmbit comunitari si ocupa 1000 treballadors en conjunt, i que una empresa del grup ocupi un mínim de 150 treballadors en un Estat i una altra empresa 150 en un altre Estat. Es considera que una empresa controla les altres si en deté la majoria del capital, disposa de la majoria de vots o pot nomenar la majoria de membres del consell d'administració de l'empresa controlada (o de la majoria de membres de la direcció o del consell de vigilància en cas de societats anònimes amb òrgans directius duals).
A efectes d'aquestes Directives, s'assimilen als Estats membres de la UE la resta d'Estats que també pertanyen a l'Espai Econòmic Europeu sense ser socis comunitaris: és el cas de Noruega, Islàndia i Liechtenstein.
Aquesta obligació de tenir Comitè existeix fins i tot per aquelles empreses o grups que tinguin la direcció central fora de la Unió Europea, si és que reuneixen les condicions anteriors al si de la Unió. En aquests casos, s'assimila a la direcció central el seu representant present en algun dels Estats membres o, al seu defecte, la direcció del centre de treball (o empresa del grup) amb més treballadors al si del territori europeu.

### La constitució del Comitè d'empresa europeu
Per a constituir-lo cal que ho demanin un mínim de 100 treballadors (o els seus representants) que treballin com a mínim en dos centres de treball diferents situats en Estats membres diferents. Han d'adreçar la petició escrita a la direcció central, i aquesta transmetrà les instruccions a les seves pròpies direccions d'àmbit estatal perquè negociïn la creació del Comitè d'empresa europeu. Acte seguit es constitueix un grup paritari de negociació que pot acordar crear un Comitè d'empresa europeu o un altre tipus de mecanisme d'informació i participació dels treballadors. I, en cas de desacord, s'ha de constituir obligatòriament el Comitè previst de forma subsidiària per la Directiva europea.
El Comitè estarà compost amb representants elegits o designats en proporció al nombre de treballadors ocupats en cada Estat, de manera que en cada Estat hi hagi com a mínim un membre del Comitè. El nombre de membres ha de ser com a mínim un per cada 10% (i un per la fracció restant) dels treballadors de la plantilla global ocupats al mateix Estat.
Si el nombre resultant de membres del Comitè d'empresa europeu és superior a 12, caldrà que elegeixin al seu torn un comitè restringit de 3 membres com a mínim (i 5 com a màxim) per encarregar-se d'interlocutar amb l'empresa i assistir a les reunions.

### Les competències del Comitè d'empresa europeu
Són les següents:
- Ser informat i consultat sobre les qüestions que afectin al conjunt de l'empresa o del grup d'àmbit comunitari, o que afecti a centres de treball situats en un mínim de dos Estats diferents.
- Tenir com a mínim una reunió anual amb la direcció central i ser-hi informats de l'evolució i les perspectives de les activitats de l'empresa o del grup.
- Ser informat, amb l'antelació suficient perquè l'opinió del Comitè pugui ser elaborada i tinguda en compte abans que l'empresa prengui decisions sobre circumstàncies excepcionals que afectin significativament els interessos dels treballadors (trasllats d'empreses, tancament de centres de treball, acomiadaments col·lectius...).
- Establir el seu propi reglament intern de funcionament.

### Obligacions i garanties dels membres del Comitè
Els membres del Comitè estan obligats a mantenir la confidencialitat de les informacions que els siguin lliurades com a tals: com a confidencials. Al mateix temps, disposen de les mateixes garanties de protecció de les quals beneficien els representants dels treballadors en la legislació i les pràctiques nacionals en el país on exerceix la seva funció. Les despeses de funcionament del Comitè són sufragades per la direcció central de l'empresa.

## Comitè d'empresa mundial
També anomenat comitè d'empresa internacional o, en anglès, Global works council. La globalització de l'economia i l'aparició de grans multinacionals amb centres de treball arreu del món ha plantejat, des del punt de vista sindical i de la defensa d'uns mínims drets dels treballadors, la necessitat de comptar amb instruments internacionals de representació obrera. No obstant, la gran diferència de les legislacions laborals entre països (o pitjor encara, l'absència de legislació laboral consistent en molts d'ells), ho fan molt difícil. També ho dificulta la gran diferència entre situacions econòmiques i de desenvolupament entre països.
De totes maneres, en certs casos són els sindicats (o les federacions internacionals de sindicats) qui duen directament el diàleg i la negociació amb aquestes empreses. I també en certs casos, s'han arribat a constituir de manera estable un comitè d'empresa mundial com a interlocutor davant de la direcció central de l'empresa o del grup d'empreses. A títol d'exemple, la primera empresa automobilística que va crear un comitè d'empresa mundial, estenent la pràctica del comitè d'empresa europeu al conjunt de les seves factories arreu del món, fou Volkswagen el 1999. La van seguir Renault el 2000 i Daimler-Chrysler el 2002.
La dificultat del diàleg social a escala mundial ha fet que, al marge de l'existència o no d'una institució com pot ser un comitè d'empresa, el diàleg s'hagi plasmat en acords-marc auspiciats per l'Organització Internacional del Treball (OIT).